# Lampachshof (Waldmünchen)
Lampachshof ist ein Ortsteil der Stadt Waldmünchen im Landkreis Cham des Regierungsbezirks Oberpfalz im Freistaat Bayern.

## Geografie
Lampachshof liegt 2,3 Kilometer nordwestlich der Bahnstrecke Cham–Waldmünchen und der parallel zur Bahnlinie verlaufenden Staatsstraße 2146, 5,6 Kilometer südwestlich von Waldmünchen und 8,8 Kilometer südwestlich der tschechischen Grenze.

## Lampachshof, getrennt nach Schönthal und Waldmünchen
Lampachshof besteht aus zwei Höfen, die 250 Meter voneinander entfernt sind. Zwischen diesen beiden Höfen verläuft die Grenze zwischen der Gemeinde Waldmünchen und der Gemeinde Schönthal, so dass der nordwestliche Hof von Lampachshof Ortsteil von Schönthal ist und der südöstliche Hof Ortsteil von Waldmünchen.
Ursprünglich gehörte Lampachshof zum Kloster Schönthal. In den Pfarreienverzeichnissen von 1780 und 1838 war nur ein einziges Lampachshof aufgezeichnet. Es gehörte zur Pfarrei Ast. Ab dem Ortsverzeichnis von 1861 erschienen dann zwei Orte namens Lampachshof, davon einer zur Pfarrei Döfering gehörig und zur Gemeinde Döfering, ab 1978 zur Gemeinde Schönthal. und der andere zur Pfarrei Ast gehörig und zur Gemeinde Rannersdorf, 1970 zur Gemeinde Geigant und ab 1978 zur Stadt Waldmünchen.

## Geschichte
Lampachshof (auch: Lampach, Lambsch, Lambachshoff, Lambpachshoff, Lambach, Lambachshof) war ein Gut des Klosters Schönthal. Es wurde im Verzeichnis der Erträge des Klosters Schönthal von 1429 als curia auf dem Lampach zu Döfering gehörig aufgeführt.
1563 hatte Lampachshof 1 Mannschaft. 1588 gab es in Lampachshof 1 Hof. 1630 wurde für Lampachshof 1 Hof aufgeführt. 1808 hatte die Ortschaft 1 Anwesen.
1808 wurde die Verordnung über das allgemeine Steuerprovisorium erlassen. Mit ihr wurde das Steuerwesen in Bayern neu geordnet und es wurden Steuerdistrikte gebildet. Dabei kam Lampachshof zum Steuerdistrikt Rannersdorf. Der Steuerdistrikt Rannersdorf bestand aus den Dörfern Rannersdorf und Zillendorf und den Einöden Lampachshof und Lodischhof.
1820 wurden im Landgericht Waldmünchen Ruralgemeinden gebildet. Dabei kam Lampachshof zur Ruralgemeinde Rannersdorf. Zur Ruralgemeinde Rannersdorf gehörte neben Rannersdorf mit 20 Familien die Einöde Lampachshof mit 1 Familie.
1857 kam die Gemeinde Döfering vom Landgericht Cham zum Landgericht Waldmünchen. Jetzt wurde ein Teil von Lampachshof als zur Gemeinde Döfering gehörig genannt. Im Topographisch-statistischen Handbuch des Königreichs Bayern wurden nun erstmals für 1861 die Einwohnerzahlen vom Waldmünchener Teil von Lampachshof (zu Rannersdorf) und dem Schönthaler Teil von Lampachshof (zu Döfering) getrennt aufgeführt.
1972 wurde die Gemeinde Rannersdorf aufgelöst und in die Gemeinde Geigant eingegliedert, welche dann 1978 in Waldmünchen aufging.
Der Waldmünchener Teil von Lampachshof gehört zur Pfarrei Ast. 1997 hatte der Waldmünchener Teil von Lampachshof 5 Katholiken.
Der Schönthaler Teil von Lampachshof gehört zur Filiale Döfering der Pfarrei Pemfling. 1997 hatte der Schönthaler Teil von Lampachshof 12 Katholiken.

## Einwohnerentwicklung ab 1820
1820 hatte Lampachshof eine Familie. In der Matrikel von 1838 wurden für Lampachshof 7 Einwohner und ein Wohngebäude verzeichnet, gehörig zur Pfarrei Ast.
|      | zu Waldmünchen | zu Waldmünchen | zu Schönthal | zu Schönthal |
| Jahr | Einwohner      | Gebäude        | Einwohner    | Gebäude      |
| ---- | -------------- | -------------- | ------------ | ------------ |
| 1861 | 9              | 2              | 13           | k. A.        |
| 1871 | 7              | 5              | 10           | 5            |
| 1885 | 8              | 1              | 24           | 2            |
| 1900 | 8              | 1              | 20           | 2            |
| 1913 | 6              | 1              | 19           | 2            |
| 1925 | 31             | 5              | 17           | 2            |

|      | zu Waldmünchen | zu Waldmünchen | zu Schönthal | zu Schönthal |
| Jahr | Einwohner      | Gebäude        | Einwohner    | Gebäude      |
| ---- | -------------- | -------------- | ------------ | ------------ |
| 1950 | 7              | 1              | 14           | 2            |
| 1961 | 5              | 1              | 11           | 2            |
| 1970 | 6              | k. A.          | 12           | k. A.        |
| 1987 | 6              | 1              | 15           | 2            |
| 2011 | 7              | k. A.          | 5            | k. A.        |